# Liste der Biografien/Chas
Liste der Biografien |
Portal Biografien |
Personensuche
# |
A |
B |
C |
D |
E |
F |
G |
H |
I |
J |
K |
L |
M |
N |
O |
P |
Q |
R |
S |
T |
U |
V |
W |
X |
Y |
Z |
?
 
Ca |
Cb |
Cc |
Ce |
Ch |
Ci |
Cj |
Ck |
Cl |
Cm |
Cn |
Co |
Cr |
Cs |
Ct |
Cu |
Cv |
Cw |
Cy |
Cz
 
Cha |
Chb |
Che |
Chh |
Chi |
Chk |
Chl |
Chm |
Chn |
Cho |
Chr |
Cht |
Chu |
Chv |
Chw |
Chy
 
Chaa |
Chab |
Chac |
Chad |
Chae |
Chaf |
Chag |
Chah |
Chai |
Chaj |
Chak |
Chal |
Cham |
Chan |
Chao |
Chap |
Chaq |
Char |
Chas |
Chat |
Chau |
Chav |
Chaw |
Chay |
Chaz
Die Liste der Biografien führt alle Personen auf, die in der deutschsprachigen Wikipedia einen Artikel haben. Dieses ist eine Teilliste mit 169 Einträgen von Personen, deren Namen mit den Buchstaben „Chas“ beginnt.

## Chas

### Chasa
- Chasani, Ja’akov-Micha’el (1913–1975), israelischer Politiker
- Chasanow, Boris (1928–2022), russischer Autor
- Chasanowich, Leon (1882–1925), zionistischer Arbeiterfunktionär
- Chasauneh, Aun Schaukat al- (* 1950), jordanischer Jurist, Diplomat und Politiker

### Chasb
- Chasbulatow, Ruslan Imranowitsch (1942–2023), russischer Politiker und Wirtschaftswissenschaftler

### Chasc
- Chasch-Erdene, Chürelbaataryn (* 1983), mongolischer Skilangläufer
- Chaschak, Garegin (1867–1915), armenischer Journalist, Schriftsteller, Lehrer und politischer Aktivist
- Chaschba, Nodar (* 1951), abchasischer Politiker
- Chaschbaataryn, Tsagaanbaatar (* 1984), mongolischer Judoka
- Chaschchasch ibn Said ibn Aswad, maurischer Admiral

### Chasd
- Chasdai ibn Schaprut, jüdischer Diplomat

### Chase
- Chase, Allan (* 1956), US-amerikanischer Jazz- und Improvisationsmusiker (Altsaxophon)
- Chase, Anrie (* 2004), japanisch-amerikanischer Fußballspieler
- Chase, Arthur Adalbert (* 1874), britischer Bahnradsportler
- Chase, Bailey (* 1972), US-amerikanischer SchauspielerBailey Chase (* 1972)

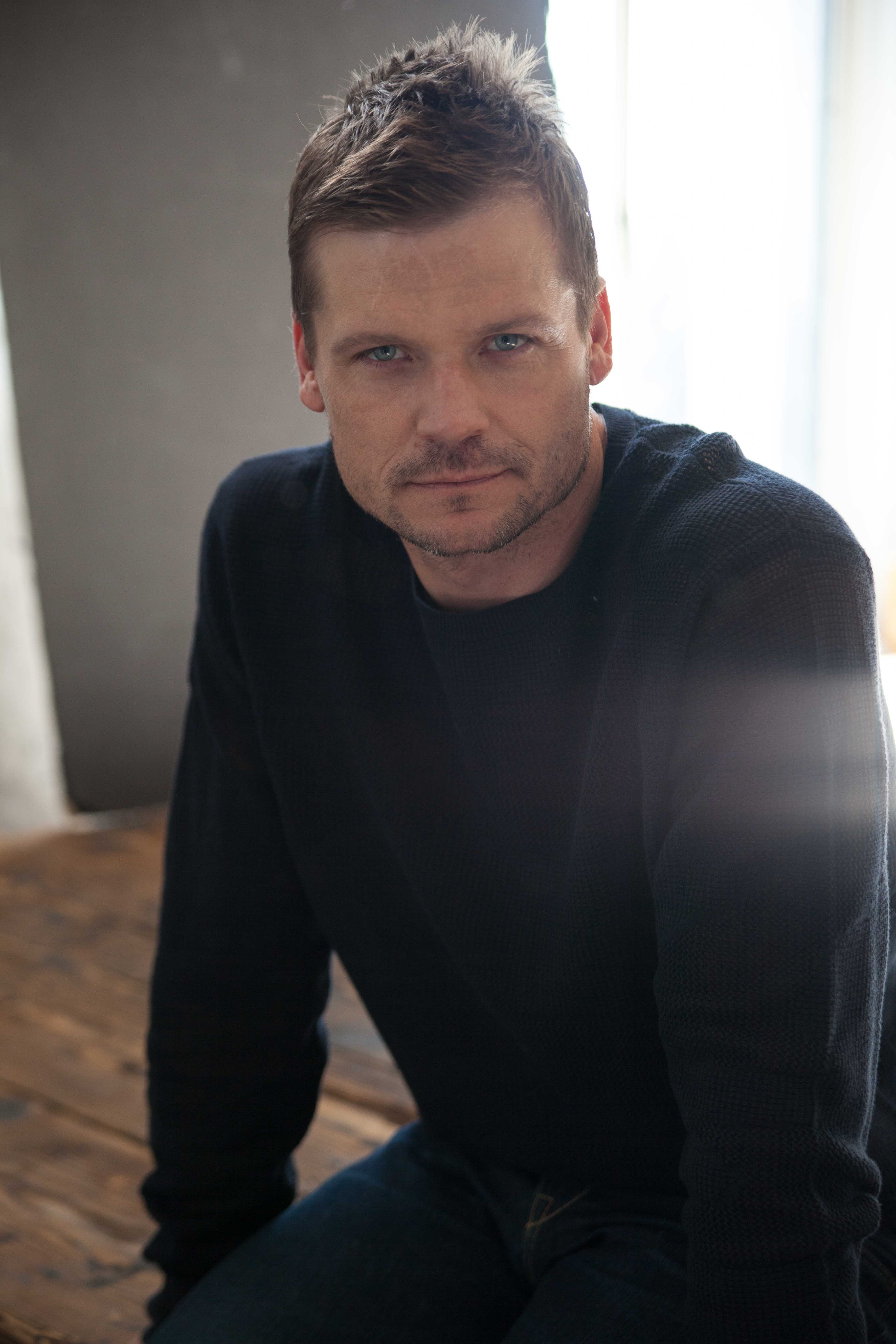
Bailey Chase (* 1972)

- Chase, Barrie (* 1933), US-amerikanische Tänzerin und Schauspielerin
- Chase, Beatrice (1874–1955), britische Schriftstellerin
- Chase, Bill (1934–1974), US-amerikanischer Trompeter
- Chase, Borden (1900–1971), US-amerikanischer Drehbuchautor
- Chase, Brian (* 1978), US-amerikanischer Jazz- und Rockmusiker
- Chase, Charles (1931–1997), kanadischer Boxer
- Chase, Charles H. (1910–1981), US-amerikanischer Offizier, Generalmajor der US-Army
- Chase, Charley (1893–1940), US-amerikanischer Comedian und Schauspieler
- Chase, Charley (* 1987), US-amerikanische Pornodarstellerin
- Chase, Cheryl (* 1958), US-amerikanische Synchronsprecherin
- Chase, Chevy (* 1943), US-amerikanischer Komiker und Schauspieler
- Chase, Cory (* 1981), US-amerikanische PornodarstellerinCory Chase (* 1981)

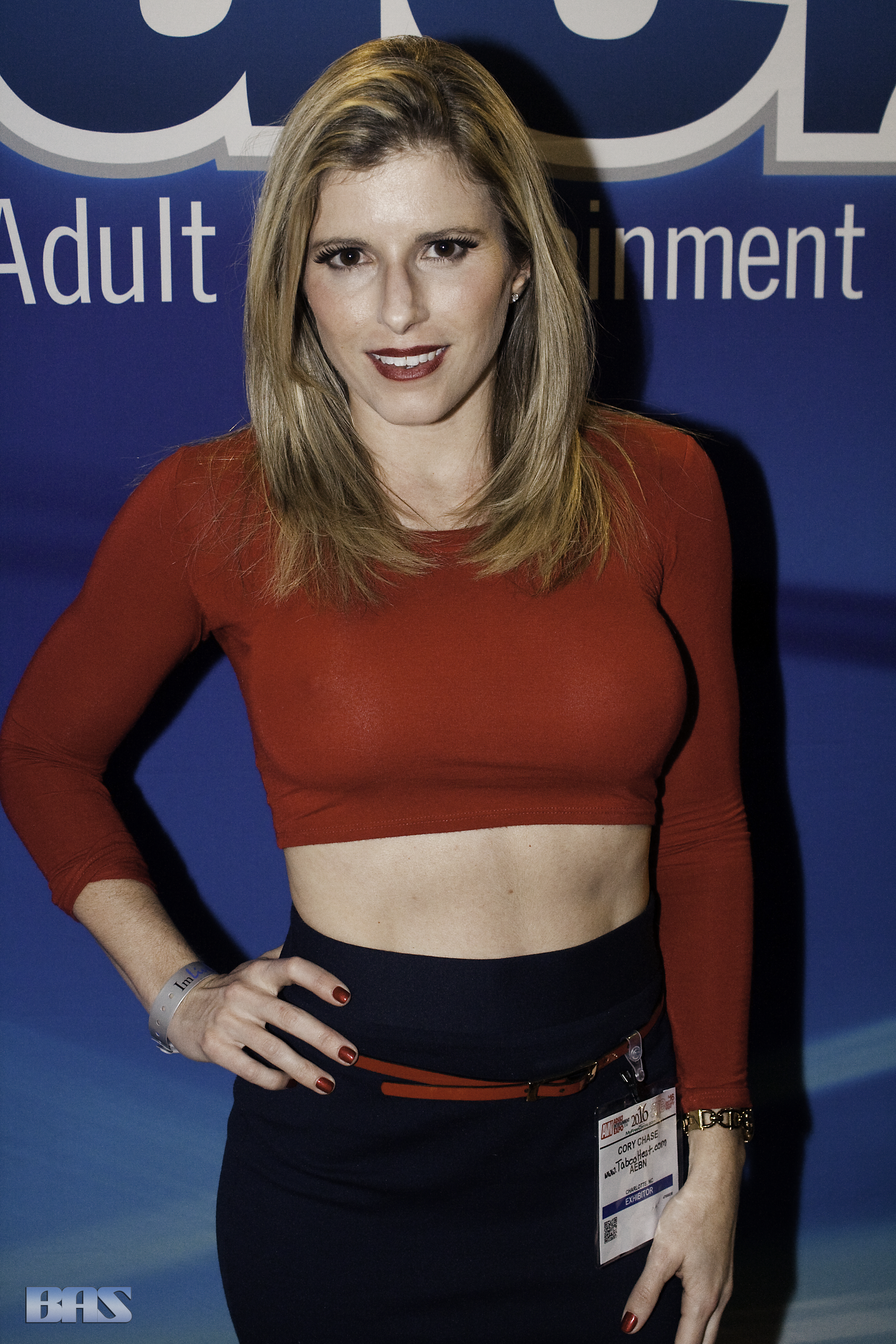
Cory Chase (* 1981)

- Chase, Cynthia (* 1943), US-amerikanische Politikerin
- Chase, D. A. N. (1875–1953), US-amerikanischer Politiker
- Chase, Daveigh (* 1990), US-amerikanische Schauspielerin
- Chase, David (* 1945), US-amerikanischer Drehbuchautor, Regisseur und ProduzentDavid Chase (* 1945)

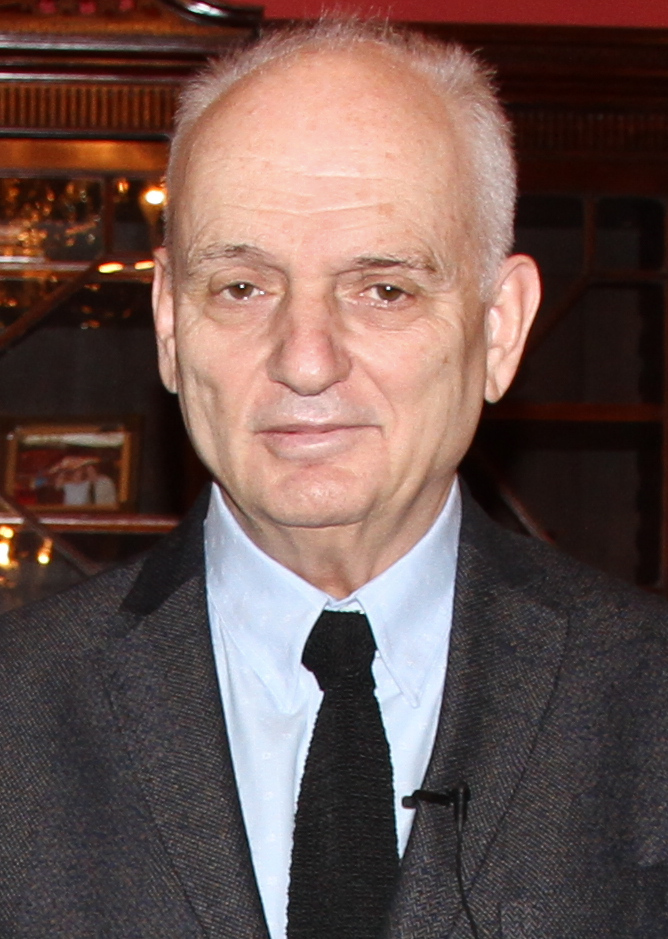
David Chase (* 1945)

- Chase, Doris Totten (1923–2008), US-amerikanische Malerin, Bildhauerin, Videokünstlerin und Pädagogin
- Chase, Dudley (1771–1846), US-amerikanischer Jurist und Politiker
- Chase, Elizabeth (1950–2018), simbabwische Hockeyspielerin
- Chase, Eric, deutscher DJ
- Chase, Frank (1924–2007), US-amerikanischer Jazzmusiker (Klarinette, Saxophon)
- Chase, Gail M., US-amerikanische Politikerin
- Chase, George Henry (1874–1952), US-amerikanischer Klassischer Archäologe
- Chase, George W. (1802–1867), US-amerikanischer Politiker
- Chase, Harold H. (1912–1976), US-amerikanischer Politiker

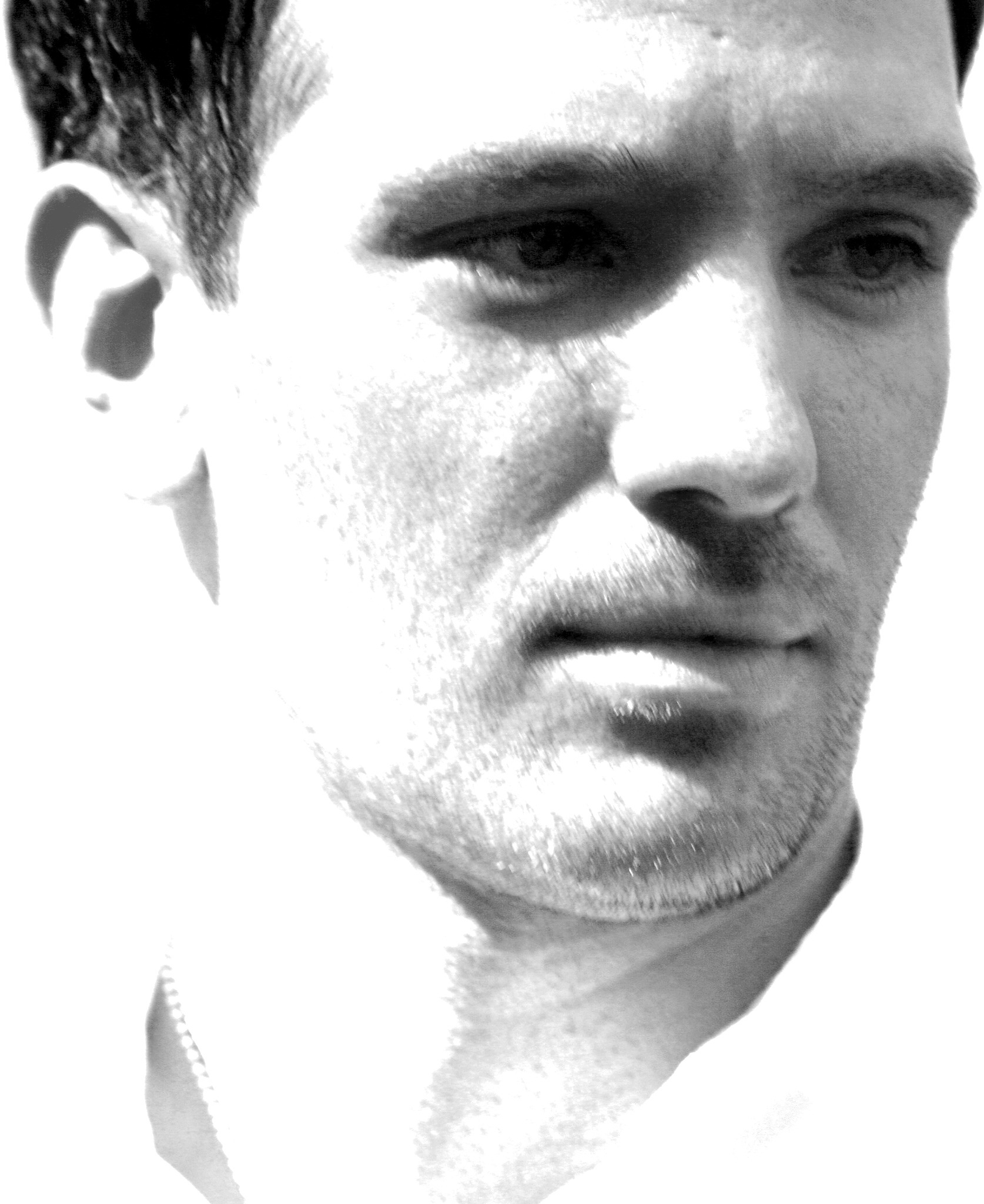
JC Chasez (* 1976)

- Chase, Harrie B. (1889–1969), US-amerikanischer Jurist
- Chase, Hayley (* 1991), US-amerikanische Schauspielerin
- Chase, Ilka (1905–1978), US-amerikanische Schauspielerin und Schriftstellerin
- Chase, Ira Joy (1834–1895), US-amerikanischer Politiker
- Chase, Jackson B. (1890–1974), US-amerikanischer Politiker
- Chase, Ja’Marr (* 2000), US-amerikanischer American-Football-Spieler
- Chase, James Hadley (1906–1985), britischer Schriftsteller
- Chase, James Mitchell (1891–1945), US-amerikanischer Politiker
- Chase, Jeff (* 1968), US-amerikanischer Schauspieler
- Chase, Jeremiah (1748–1828), US-amerikanischer Jurist und Politiker
- Chase, John (1906–1994), US-amerikanischer Eishockeyspieler und -trainer
- Chase, Kelly (* 1967), kanadischer Eishockeyspieler
- Chase, Ken (* 1942), US-amerikanischer Maskenbildner
- Chase, Louisa (1951–2016), US-amerikanische neoexpressionistische Malerin und Drucktechnikerin
- Chase, Lucien Bonaparte (1817–1864), US-amerikanischer Politiker
- Chase, Mark W. (* 1951), britisch-US-amerikanischer Botaniker
- Chase, Martha (1927–2003), US-amerikanische Molekularbiologin
- Chase, Mary (1907–1981), US-amerikanische Schriftstellerin
- Chase, Mary Agnes (1869–1963), US-amerikanische Botanikerin
- Chase, Mary Ellen (1887–1973), US-amerikanische Schriftstellerin und Hochschullehrerin
- Chase, Michael (* 1959), kanadischer Philosophiehistoriker
- Chase, Owen (1797–1869), amerikanischer Seemann, Obermaat des Neuengland-Walfängers EssexOwen Chase (1797–1869)

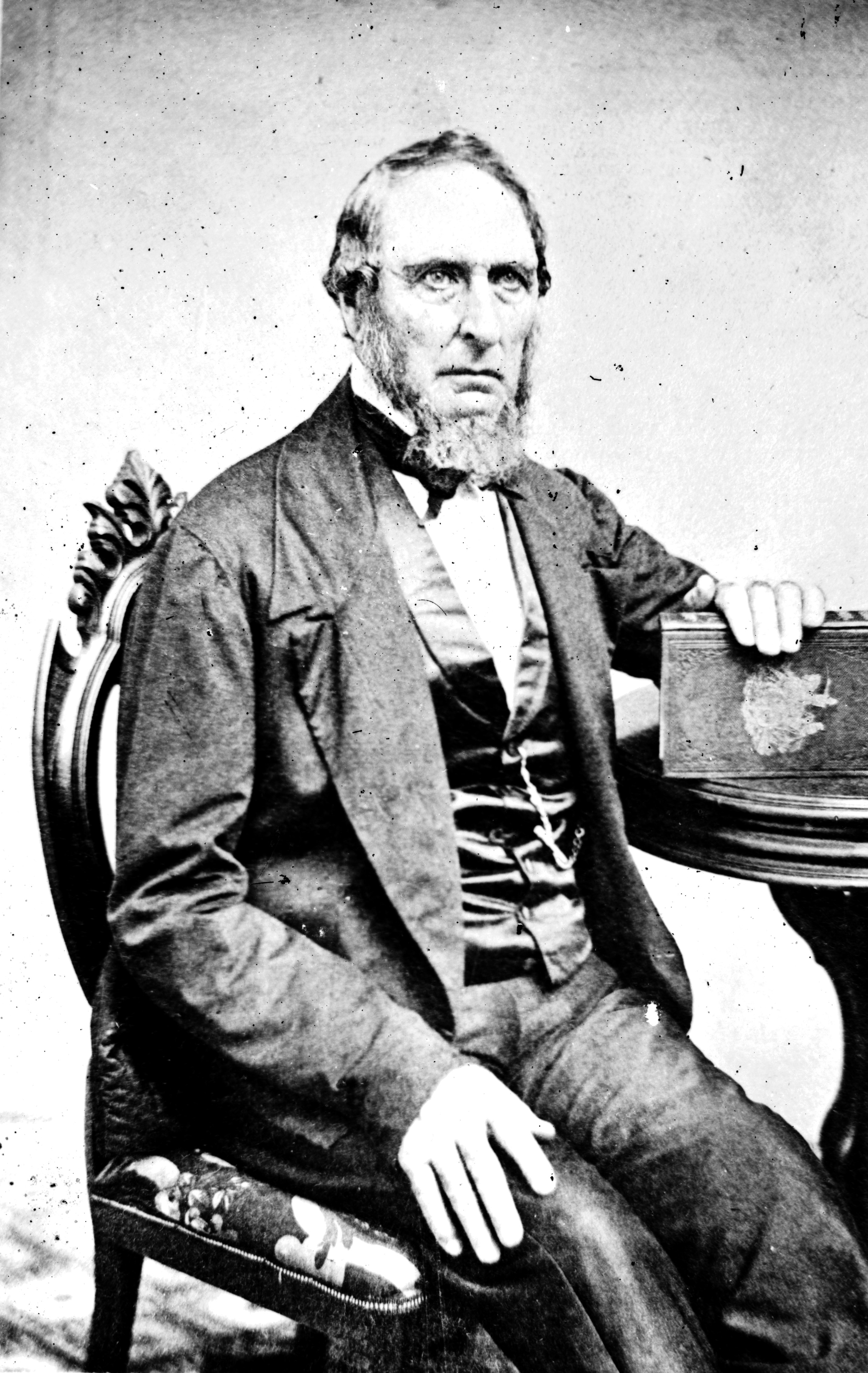
Owen Chase (1797–1869)

- Chase, Rangi (* 1986), englischer Rugby-League-Spieler neuseeländischer Abstammung
- Chase, Ray P. (1880–1948), US-amerikanischer Politiker
- Chase, Richard Trenton (1950–1980), US-amerikanischer Serienmörder
- Chase, Roderick (* 1967), barbadischer Radrennfahrer
- Chase, Roston (* 1992), Cricketspieler der West Indies
- Chase, Salmon P. (1808–1873), US-amerikanischer Politiker und Jurist
- Chase, Samuel (1741–1811), Richter und Unterzeichner der Unabhängigkeitserklärung der Vereinigten Staaten
- Chase, Samuel (1789–1838), US-amerikanischer Jurist und Politiker
- Chase, Simon, britischer Sounddesigner
- Chase, Thornton (1847–1912), US-amerikanischer Autor
- Chase, Tom (* 1965), US-amerikanischer Pornodarsteller
- Chase, Tommy (* 1947), britischer Jazzmusiker (Schlagzeug, Bandleader)
- Chase, Truddi (1935–2010), US-amerikanische Schriftstellerin
- Chase, Tylor (* 1989), US-amerikanischer Schauspieler
- Chase, Vicki (* 1985), US-amerikanische Pornodarstellerin
- Chase, William C. (1895–1986), US-amerikanischer Offizier, Generalleutnant der US-Army
- Chase, William Merritt (1849–1916), US-amerikanischer Porträt- und Landschaftsmaler
- Chase-Casgrain, Thomas (1852–1916), kanadischer Politiker und Professor
- Chase-Riboud, Barbara (* 1939), US-amerikanische Autorin, Zeichnerin und Bildhauerin
- Chase-Taylor, Chanice (* 1993), kanadische Hürdenläuferin
- Chasechemui, altägyptischer König der 2. Dynastie (um 2734 – um 2707 v. Chr.)
- Chasemore, Richard, US-amerikanischer Illustrator und Zeichner
- Chasen, Frederick Nutter (1896–1942), britischer Zoologe und Ornithologe
- Chasen, Heather (1927–2020), britische Schauspielerin
- Chasetdinow, Ilmir Rischatowitsch (* 1991), russischer Skispringer
- Chasez, JC (* 1976), US-amerikanischer SängerJC Chasez (* 1976)

### Chasi
- Chasiachmetow, Tawil Giniatowitsch (1936–2007), Volkskünstler von Tatarstan
- Chasins, Abram (1903–1987), US-amerikanischer Komponist, Pianist, Musikschriftsteller und -pädagoge

### Chask
- Chaskalson, Arthur (1931–2012), südafrikanischer Jurist und Richter am Verfassungsgericht der Republik Südafrika

### Chasl
- Chasles, Michel (1793–1880), französischer Mathematiker
- Chasles, Philarète (1798–1873), französischer Journalist und Literaturkritiker
- Chaslin, Frédéric (* 1963), französischer Komponist, Dirigent und PianistFrédéric Chaslin (* 1963)

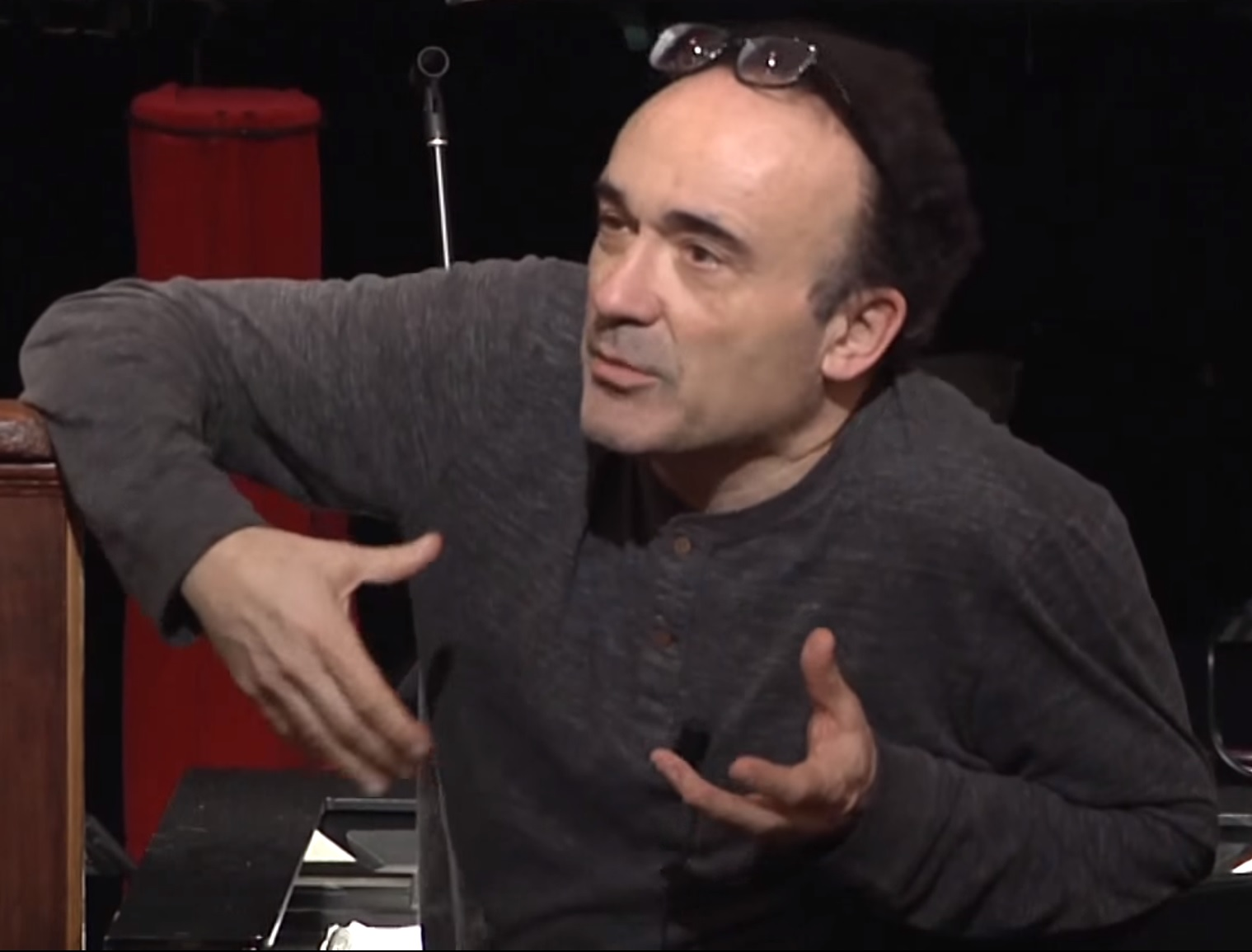
Frédéric Chaslin (* 1963)

### Chasm
- Chasman, Renate (1932–1977), US-amerikanische Physikerin

### Chasn
- Chasnoff, Debra (1957–2017), US-amerikanische Dokumentarfilmerin und Oscar-Preisträgerin

### Chaso
- Chasos, Grigorios (* 2003), griechischer Hochspringer
- Chasôt, Egmont von (1716–1797), preußischer Offizier und später Stadtkommandant der Hansestadt Lübeck
- Chasôt, Ludwig von (1763–1813), preußischer Offizier, Stadtkommandant von Berlin 1807/09
- Chasowa, Irina Wiktorowna (* 1984), russische Skilangläuferin

### Chass
- Chassāf, al- († 874), hanafitischer Rechtsgelehrter
- Chassagne, Jean (1881–1947), französischer Autorennfahrer
- Chassagne, Robin (1962–2021), französischer Amateurastronom und Asteroidenentdecker
- Chassagnite, François (1955–2011), französischer Jazzmusiker
- Chassaia, Badri (* 1979), georgischer Ringer
- Chassaignac, Édouard (1804–1879), französischer Chirurg
- Chassaigne, Amable (1885–1962), französischer Bischof
- Chassaigne, André (* 1950), französischer Politiker (Französische Kommunistische Partei), Mitglied der Nationalversammlung
- Chassaing, Juan (1839–1864), argentinischer Schriftsteller
- Chassang, Alexandre (* 1994), französischer Basketballspieler
- Chassang, Alexis (1827–1888), französischer Gräzist, Linguist und Grammatiker
- Chassanowa, Fljura (* 1964), kasachische Schachspielerin, -schiedsrichterin und -trainerin
- Chassanowa, Silara Mullajanowna (* 1935), sowjetisch-russische Pflanzenphysiologin und Hochschullehrerin
- Chassanschin, Ruslan Nailjewitsch (* 1985), russischer Eishockeyspieler
- Chassary, Paul (1859–1930), französischer Dichter okzitanischer Sprache
- Chasse, Betsy, Produzentin, Regisseurin, Drehbuchautorin
- Chassé, David Hendrik (1765–1849), niederländischer General
- Chassé, Denis (* 1970), kanadischer Eishockeyspieler
- Chassée, Christoph (* 1968), deutscher Kameramann
- Chassée, Sophie (* 1997), Gitarristin, Bassistin, Sängerin und Songwriterin
- Chasseguet-Smirgel, Janine (1928–2006), französische Psychoanalytikerin
- Chasselon, Mélanie (1845–1923), französische Komponistin
- Chasseloup-Laubat, François de (1754–1833), französischer General, Festungsbauer und Ingenieur
- Chasseloup-Laubat, Gaston de (1866–1903), französischer Rennfahrer
- Chassenow, Abai (* 1994), kasachischer E-Sportler
- Chassepot, Antoine Alphonse (1833–1905), französischer Erfinder und Waffenkonstrukteur
- Chassériau, Théodore (1819–1856), französischer Maler des romantischen Klassizismus
- Chasseuil, Guy (* 1942), französischer Automobilrennfahrer
- Chassevant, Marie (1836–1914), französische Musikpädagogin
- Chassey, Éric de (* 1965), französischer Kunsthistoriker
- Chassignet, Jean-Baptiste (1571–1635), französischer Schriftsteller des Barock
- Chassimikow, Salman Alchasurowitsch (1953–2025), sowjetischer Ringer
- Chassin, Abram Iossifowitsch (1923–2022), russischer Schachspieler
- Chassinat, Émile (1868–1948), französischer Ägyptologe und Koptologe
- Chassjanowa, Elwira Ramilewna (* 1981), russische Synchronschwimmerin
- Chasson, Amichai (* 1987), israelischer Lyriker, Prosaautor, Journalist, Ghostwriter, Hörfunkmoderator und Dokumentarfilmer
- Chassot, Frédéric (* 1969), Schweizer Fußballspieler
- Chassot, Isabelle (* 1965), Schweizer Politikerin
- Chassot, Richard (* 1970), Schweizer Radrennfahrer und Präsident von Swiss Cycling
- Chassot, Viviane (* 1979), Schweizer Akkordeonistin
- Chassy, Guillaume de (* 1964), französischer Jazzmusiker (Piano, Komposition)

### Chast
- Chast, Roz (* 1954), US-amerikanische Cartoon- und Comiczeichnerin
- Chastagnol, André (1920–1996), französischer Althistoriker
- Chastain, Brandi (* 1968), US-amerikanische Fußballspielerin
- Chastain, Elijah Webb (1813–1874), US-amerikanischer Politiker
- Chastain, Jessica (* 1977), US-amerikanische SchauspielerinJessica Chastain (* 1977)

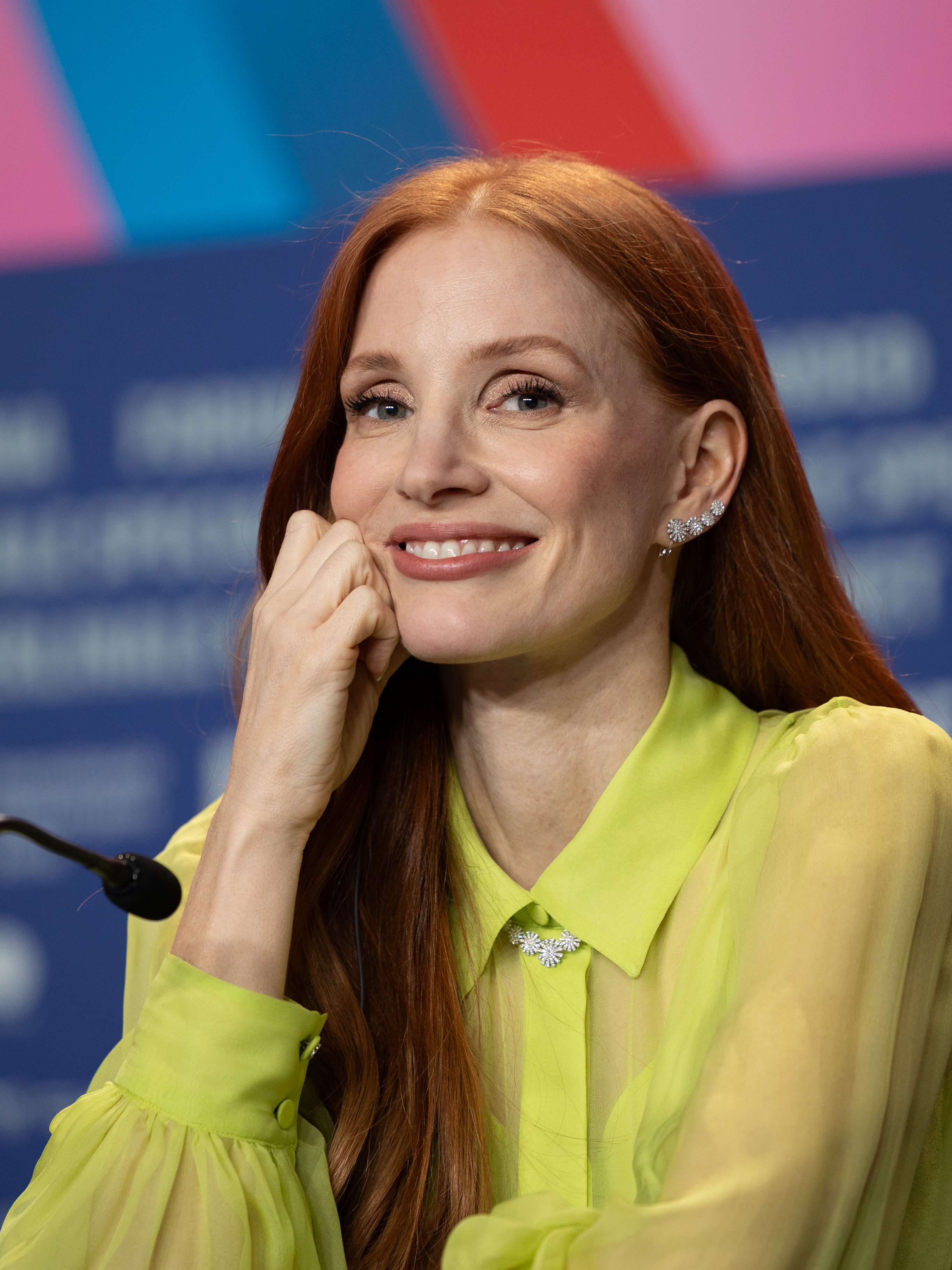
Jessica Chastain (* 1977)

- Chastain, Nora (* 1961), US-amerikanische Violinistin und Geigenpädagogin
- Chastanet, Allen, lucianischer Politiker
- Chastanet, Maximilien (* 1996), französischer Florettfechter
- Chastanié, Jean (1875–1948), französischer Leichtathlet
- Chasteau, Ksénia (* 2006), französische Rollstuhltennisspielerin
- Chastel, André (1912–1990), französischer Kunsthistoriker
- Chastel, Etienne (1801–1886), Schweizer evangelischer Theologe und Hochschullehrer
- Chastel, Jean (1708–1789), französischer GastwirtJean Chastel (1708–1789)

Jean Chastel (1708–1789)

- Chastel, Olivier (* 1964), belgischer Politiker (MR), MdEP
- Chastel, Tanneguy III. du (1369–1449), französischer Beamter
- Chastel, Tanneguy IV. du († 1477), französischer Adliger und Militär, Gouverneur von Lyon
- Chastelain de Verly, Jean Louis Antoine Alexandre (1761–1837), französischer Offizier und Ministerialbeamter
- Chastelain, John de (* 1937), kanadischer Diplomat und Soldat
- Chasteler, Johann Gabriel von (1763–1825), österreichischer Feldzeugmeister und Ingenieuroffizier
- Chastellain, Georges (1405–1475), flandrischer Dichter und Chronist mittelfranzösischer Sprache am burgundischen Hof Philipps des Guten und Karls des Kühnen
- Chastellain, Jean, französischer Glasmaler der Renaissance
- Chastellux, François-Jean de (1734–1788), französischer Militär und Schriftsteller
- Chastenet, Jacques (1893–1978), französischer Historiker, Diplomat und Journalist
- Chastenier, Frank (* 1966), deutscher Jazz-Pianist
- Chastillon, Claude († 1616), französischer Architekt, Topograph und Graveur
- Chastonay, Elsa de (1918–2007), Schweizer Ärztin
- Chastonay, Marjorie de (* 1975), Schweizer Politikerin (Grüne)
- Chastonay, Paul de (1870–1943), Schweizer Jesuit, Publizist und Seelsorger